# Pierre Vidal (musicien)
Cet article concerne un organiste français. Pour le troubadour, voir Peire Vidal. Pour le poète, voir Pierre Vidal (poète).
Pour les articles homonymes, voir Pierre Vidal et Vidal.
Pierre Vidal, né à Clichy le 7 avril 1927 et mort à Mersuay (Haute-Saône) le 5 février 2010, est un organiste, compositeur et musicographe français.

## Biographie
Surtout autodidacte, à 16 ans, il prend des leçons de piano et d'orgue avec Marcel Dupré durant 4 ans. Ensuite, il suit le cours d'harmonie d'Henri Challan au Conservatoire de Paris. Il lit les grands ouvrages sur la musique d'Albert Schweitzer et Boris de Schloezer. Il se perfectionne en écoutant les Furtwängler, Mengelberg et Münchinger. Il suit les récitals de Wanda Landowska et André Marchal, écoute aussi les enregistrements de Helmut Walcha.
Il eut comme élève le compositeur et organiste André Jorrand.
De 1946 à 1970, il a été titulaire de l'orgue de Saint-Jean-Baptiste de Belleville.
Encouragé par Michel Chapuis, il a été nommé professeur d'orgue au conservatoire à rayonnement régional de Strasbourg en 1967.

## Enregistrements
Que ce soit sur les orgues Kern de l’église Notre-Dame-des-Blancs-Manteaux à Paris ou de Saint-Maximin de Thionville et sur l'orgue conçu par Rudolf von Beckerath de l'église Saint-Andreas de Hildesheim, ses enregistrements constituent une magnifique illustration des thèses développées dans ses livres.

## Discographie
- Avec Olivier Baur : Un hommage de Jean-Sébastien Bach à Girolamo Frescobaldi, Disque Wissembourg, livre, la Canzone en Ré mineur, la Toccata et Fugue en Ré mineur, quatre chorals de l'Orgelbüchlein, publié par le Festival de Musique de Wissembourg.
- Jean-Sébastien Bach et la Bible, Jean-Sébastien Bach : Pièces BWV 538, BWV 668, BWV 650, BWV 547, BWV 653b, BWV 617, BWV 565, BWV 649, BWV 536, BWV 543, BWV 604, BWV 608, BWV 541, Thionville, St-Maximin, Disque Wissembourg, Studio SM, 1982.
- Avec Gérard Bartolucci et Hubert Wendel : 1° Suite - Des diables délivre nous, Dieu bon délivre nous, Ceux qui rient, Pan et Syrinx, Dialogue, Nun-Ra-Thot, Narcisse, 2° Suite - Dialogue sur le cromorne, Sarabande, Ronde, Bourdon, Variations sur le Magnificat Peregrinus, Paris, Notre-Dame-des-Blancs-Manteaux, Frankenthal, St-Ludwig, Disque Wissembourg, Le Kiosque d'Orphée, 1981.
- Dietrich Buxtehude : Passacaglia BuxWV 161, Samuel Scheidt : Christ lag in Todesbanden, Vincent Lübeck : Praeludium mi, Jean-Sébastien Bach : Pièces BWV 564, BWV 603, BWV 604, BWV 621, BWV 636, BWV 686, Girolamo Frescobaldi : 7° Fantaisie à trois sujets, 6° Toccata, 9° Toccata, Hildesheim, St-Andreas, Disque Wissembourg, Stil, 1976.
- Jean-Sébastien Bach : Pièces BWV 540, BWV 619, BWV 616, BWV 601, BWV 606, BWV 637, BWV 641, BWV 582, BWV 552, BWV 633, BWV 638, BWV 731, Hildesheim, St-Andreas, Disque Wissembourg, Stil, 1976.
- Jean-Sébastien Bach : Pièces BWV 572, BWV 683, BWV 538, BWV 614, BWV 542, BWV 625, BWV 532, BWV 622, BWV 727, BWV 644, BWV 546, BWV 610, Paris, Notre-Dame-des-Blancs-Manteaux, Disque Wissembourg, Stil, 1974.
- Jean-Sébastien Bach : Chorals BWV 599, BWV 606, BWV 603, BWV 604, BWV 637, BWV 640, BWV 621, BWV 638, BWV 641, BWV 642, BWV 643, BWV 721, BWV 736, Dietrich Buxtehude : Toccata en Fa, Fugue Ut, Praeludium fa#, Passacaglia ré, Praeludium Ré BuxWV 156, 174, 146, 161, 139, Marienthal, Disque Wissembourg, Studio JD Thomsel, 1966[4].

## Publications
- Heitor Villa-Lobos : musicien et poète du Brésil, par Marcel Beaufils, préface de Pierre Vidal, avant-propos par Menotti Del Picchia, Paris, Éditions de l’IHEAL, 2014.
- Un hommage de Jean-Sébastien Bach à Girolamo Frescobaldi : la canzone en ré mineur BWV 588, la toccata et fugue en ré mineur BWV 565, 4 chorals de l'Orgelbüchlein BWV 599, 614, 622, 637, avec Olivier Baur, Wissembourg, Festival International de Musique de Wissembourg , 2008.
- Le secret des compositions libres pour orgue Tome 1 : Jean-Sébastien Bach, avec Olivier Baur, Wissembourg, Festival International de Musique de Wissembourg, 2006.
- Jean Sibelius, Paris, Bleu nuit, 2005.
- Heitor Villa-Lobos : musicien et poète du Brésil, par Marcel Beaufils, préface de Pierre Vidal, avant-propos par Menotti Del Picchia, Paris, EST, 1988.
- La Bible dans l'œuvre d'orgue : Bach, Paris, Studio SM, 1988.
- Musiciens d'Europe, dirigé par Paul-Gilbert Langevin, la Revue Musicale, Paris, 1986 (contribution).
- L'Origine thématique de L'Art de la fugue et ses incidences, Paris, la Flûte de Pan, 1984.
- Bach, les Psaumes, passions, images et structures dans l'œuvre d'orgue, Fontenay-sous-Bois, Stil éditions, 1977,  (ISBN 2-85254-675-2).
- Bach et la machine-orgue, Fontenay-sous-Bois, Stil éditions, 1973.